# 俞充
俞充（1033年—1081年），字公達，明州鄞县人，宋朝政治人物。

## 生平
嘉祐四年（1059年）进士，任虞乡县令，宋神宗熙寧初，擢都水丞，升为成都路转运使，集贤殿修撰。元丰元年（1078年），王圭计划出兵西夏，命俞充为右正言、天章阁侍制、庆州知州和怀庆路经略安抚使。元丰四年（1081年），卒。

## 延伸阅读
[在维基数据编辑]
 《宋史/卷333》，出自脱脱《宋史》